# Lajas (Portoryko)
Lajas – miasto w Portoryko, w gminie Lajas.